# Filmjahr 1941
Liste der Filmjahre

◄◄ | ◄ | 1937 | 1938 | 1939 | 1940 | Filmjahr 1941 | 1942 | 1943 | 1944 | 1945 | ► | ►►

Weitere Ereignisse

## Ereignisse
- 4. April: In Berlin hat der Spielfilm Ohm Krüger mit Emil Jannings in der Titelrolle seine Uraufführung. Der antibritische Propagandafilm zählt zu den aufwändigsten Filmproduktionen des nationalsozialistischen Deutschlands und wird ein großer Publikumserfolg. Ihm wird als erstem Film das Prädikat „Film der Nation“ verliehen.
- 1. Mai: Premiere von Citizen Kane (Regie: Orson Welles). Diese zunächst kommerziell weniger erfolgreiche Produktion gilt nach Meinung zahlreicher Kritiker als bester Film aller Zeiten.
- 3. Oktober: Der Kriminalfilm The Maltese Falcon von John Huston hat in den USA Premiere. Bei der dritten Verfilmung des gleichnamigen Romans von Dashiell Hammett hat sich der Regisseur in den achtwöchigen Dreharbeiten erstmals nahe an das Original gehalten. Humphrey Bogart spielt die Hauptrolle des hartgesottenen Privatdetektivs Sam Spade. Die Low-Budget-Produktion wird ein großer Erfolg und gilt als Beginn der klassischen Ära des Film Noir.
- 23. Oktober: In New York hat das Filmmusical You’ll Never Get Rich (Reich wirst du nie) mit Rita Hayworth an der Seite von Fred Astaire Premiere.
- 31. Oktober: In Berlin hat Frauen sind doch bessere Diplomaten, der erste deutsche Spielfilm in Farbe, Premiere.
- 14. November: Alfred Hitchcocks Psychothriller Suspicion (Verdacht), mit Cary Grant und Joan Fontaine in den Hauptrollen, hat Premiere. Die Romanvorlage stammt von Anthony Berkeley.
- 16. Dezember: Der Propagandafilm Quax, der Bruchpilot mit Heinz Rühmann in der Titelrolle wird in Hamburg uraufgeführt.

## Erfolgreichste Filme

### Top 10 in den USA
Die zehn erfolgreichsten Filme an den US-amerikanischen Kinokassen nach Einspielergebnis.
| Platz | Filmtitel                     | Einspielergebnis in US-Dollar |             |
| ----- | ----------------------------- | ----------------------------- | ----------- |
| 1.    | Sergeant York                 | 6.075.000                     | [ 1 ]       |
| 2.    | Honky Tonk                    | 2.893.000                     | [ 2 ]       |
| 3.    | Louisiana Purchase            | 2.750.000                     | [ 3 ]       |
| 4.    | How Green Was My Valley       | 2.447.000                     | [ 4 ]       |
| 5.    | Caught in the Draft           | 2.200.000                     | [ 4 ]       |
| 6.    | A Yank in the R.A.F.          | 2.063.000                     | [ 4 ]       |
| 7.    | Men of Boys Town              | 2.009.000                     | [ 2 ]       |
| 8.    | Ziegfeld Girl                 | 1.891.000                     | [ 2 ]       |
| 9.    | They Died with Their Boots On | 1.871.000                     | [ 1 ]       |
| 10.   | Ball of Fire                  | 1.856.000                     | [ 5 ] [ 6 ] |

## Filmpreise

### Academy Awards
Die diesjährige Oscarverleihung findet am 27. Februar im Biltmore Hotel in Los Angeles statt. Präsident Franklin Delano Roosevelt hält eine Grußrede live im Radio. Er ist damit der erste Präsident, der an der Oscarverleihung teilnimmt.
- Bester Film: Rebecca von Alfred Hitchcock
- Bester Hauptdarsteller: James Stewart in Die Nacht vor der Hochzeit
- Beste Hauptdarstellerin: Ginger Rogers in Kitty Foyle
- Bester Regisseur: John Ford für Früchte des Zorns
- Bester Nebendarsteller: Walter Brennan in The Westerner
- Beste Nebendarstellerin: Jane Darwell in Früchte des Zorns
- Bestes Originaldrehbuch: Preston Sturges für The Great McGinty
- Beste Musik: Alfred Newman für Tin Pan Alley
- Ehrenoscar: Bob Hope

Vollständige Liste der Preisträger

### Filmfestspiele von Venedig
Das Filmfestival von Venedig findet vom 30. August und 14. September statt.
- Bester ausländischer Film: Ohm Krüger von Hans Steinhoff
- Bester italienischer Film: La Corona di ferro von Alessandro Blasetti
- Bester Schauspieler: Ermete Zacconi
- Beste Schauspielerin: Luise Ullrich in Annelie
- Bester Regisseur: Georg Wilhelm Pabst für Komödianten

### New York Film Critics Circle Award
- Bester Film: Citizen Kane von Orson Welles
- Beste Regie: John Ford für Schlagende Wetter
- Bester Hauptdarsteller: Gary Cooper in Sergeant York
- Beste Hauptdarstellerin: Joan Fontaine in Verdacht

### Weitere Filmpreise und Auszeichnungen
- Directors Guild of America Award: Frank Capra
- National Board of Review: Citizen Kane von Orson Welles (Bester Film), Pépé le Moko – Im Dunkel von Algier von Julien Duvivier (Bester fremdsprachiger Film)

## Geboren

### Januar bis März
Januar

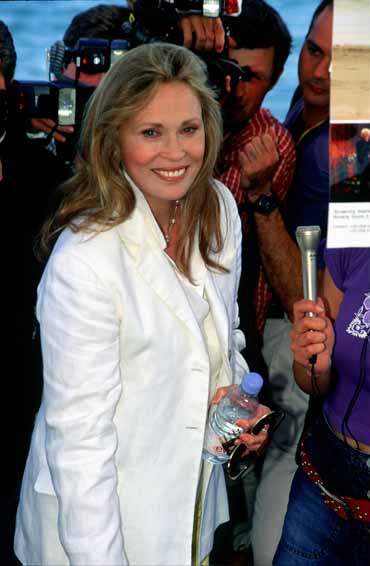
Faye Dunaway (* 14. Januar)

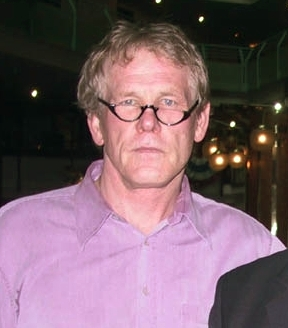
Nick Nolte (* 8. Februar)

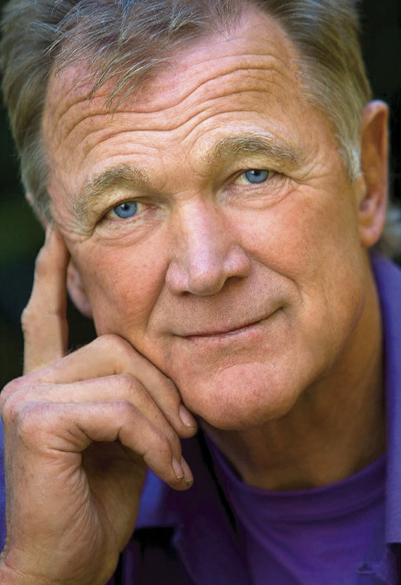
Bo Svenson (* 13. Februar)

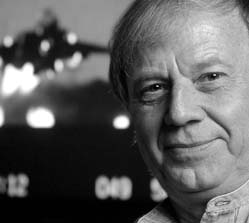
Wolfgang Petersen (* 14. März)

- 05. Januar: Hayao Miyazaki, japanischer Zeichentrickfilmer
- 09. Januar: Gary B. Kibbe, US-amerikanischer Kameramann († 2020)
- 11. Januar: Rainer Simon, deutscher Regisseur
- 14. Januar: Faye Dunaway, US-amerikanische Schauspielerin
- 14. Januar: Renzo Genta, italienischer Drehbuchautor
- 16. Januar: Jan Aust, deutscher Schauspieler († 2023)
- 19. Januar: Tony Anholt, britischer Schauspieler († 2002)
- 21. Januar: Stathis Giallelis, griechischer Schauspieler
- 21. Januar: Mike Medavoy, US-amerikanischer Produzent
- 25. Januar: Libgart Schwarz, österreichische Schauspielerin
- 26. Januar: Scott Glenn, US-amerikanischer Schauspieler
- 31. Januar: Jessica Walter, US-amerikanische Schauspielerin († 2021)

Februar
- 02. Februar: John Cornell, australischer Regisseur, Drehbuchautor und Produzent († 2021)
- 05. Februar: David Selby, US-amerikanischer Schauspieler
- 08. Februar: Nick Nolte, US-amerikanischer Schauspieler
- 10. Februar: Michael Apted, britischer Regisseur und Dokumentarfilmer († 2021)
- 10. Februar: Marc Norman, US-amerikanischer Drehbuchautor und Produzent
- 11. Februar: Sonny Landham, US-amerikanischer Schauspieler († 2017)
- 13. Februar: Bo Svenson, US-amerikanischer Schauspieler
- 15. Februar: Florinda Bolkan, brasilianische Schauspielerin
- 15. Februar: Peter Reusse, deutscher Schauspieler und Schriftsteller († 2022)
- 23. Februar: William Hjortsberg, US-amerikanischer Drehbuchautor († 2017)
- 25. Februar: Feliks Falk, polnischer Regisseur
- 25. Februar: David Puttnam, britischer Produzent
- 25. Februar: Michael Schacht, deutscher Schauspieler und Hörspielsprecher († 2022)
- 27. Februar: Charlotte Stewart, US-amerikanische Schauspielerin

März
- 04. März: Adrian Lyne, britischer Regisseur
- 05. März: Helga Sommerfeld, deutsche Schauspielerin († 1991)
- 09. März: Norbert Langer, deutscher Schauspieler und Synchronsprecher
- 14. März: Wolfgang Petersen, deutscher Regisseur († 2022)
- 16. März: Bernardo Bertolucci, italienischer Regisseur († 2018)
- 22. März: Bruno Ganz, Schweizer Schauspieler († 2019)
- 24. März: Michael Masser, US-amerikanischer Komponist († 2015)
- 28. März: Rolf Zacher, deutscher Schauspieler († 2018)
- 31. März: Ralf D. Bode, US-amerikanischer Kameramann († 2001)

### April bis Juni
April

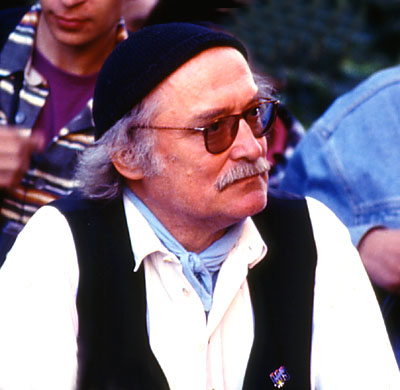
Hans W. Geißendörfer (* 6. April)

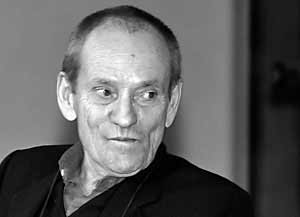
Peter Ensikat (* 27. April)

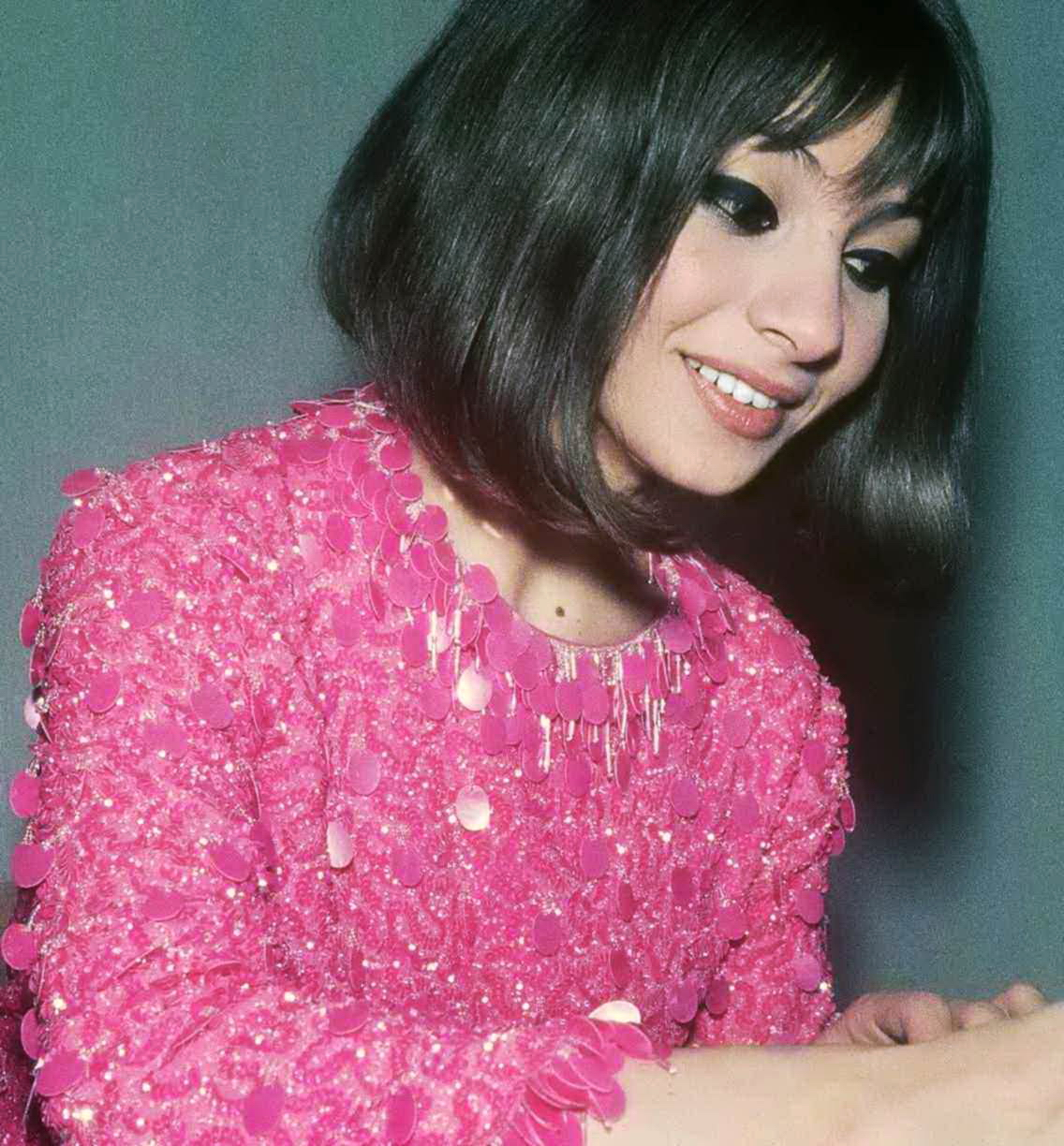
Esther Ofarim (* 13. Juni)

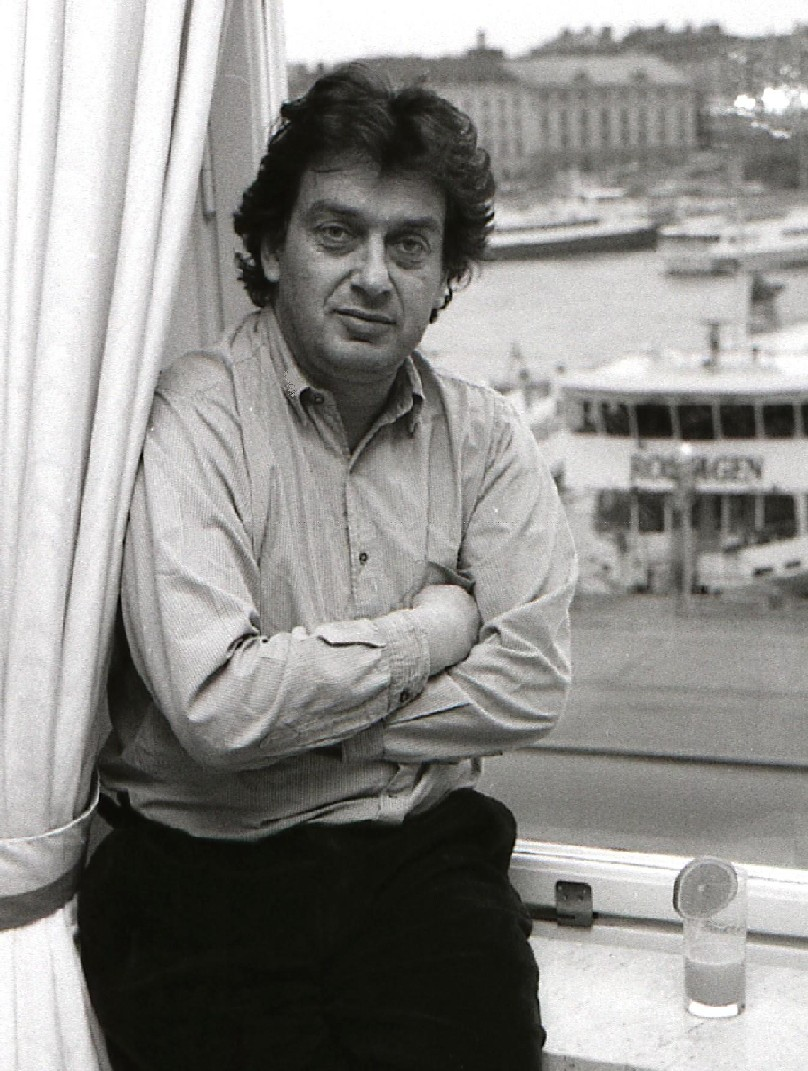
Stephen Frears (* 20. Juni)

- 03. April: Eric Braeden, US-amerikanischer Schauspieler
- 04. April: Angelica Domröse, deutsche Schauspielerin
- 05. April: Hans-Werner Bussinger, deutscher Schauspieler und Synchronsprecher († 2009)
- 05. April: Michael Moriarty, US-amerikanischer Schauspieler
- 06. April: Hans W. Geißendörfer, deutscher Regisseur
- 07. April: Gorden Kaye, britischer Schauspieler († 2017)
- 17. April: Fritz von Friedl, österreichischer Schauspieler († 2024)
- 20. April: David Leland, britischer Filmregisseur, Drehbuchautor und Schauspieler († 2023)
- 20. April: Ryan O’Neal, US-amerikanischer Schauspieler († 2023)
- 24. April: Maria Cabral, portugiesische Schauspielerin († 2017)
- 25. April: Werner Enke, deutscher Schauspieler
- 25. April: Bertrand Tavernier, französischer Regisseur († 2021)
- 26. April: Claudine Auger, französische Schauspielerin († 2019)
- 27. April: Peter Ensikat, deutscher Schauspieler und Drehbuchautor († 2013)
- 28. April: Ann-Margret, schwedische Schauspielerin

Mai
- 08. Mai: Joachim von Vietinghoff, deutscher Produzent
- 13. Mai: Senta Berger, österreichische Schauspielerin
- 17. Mai: Grace Zabriskie, US-amerikanische Schauspielerin
- 18. Mai: Miriam Margolyes, britische Schauspielerin
- 19. Mai: Nora Ephron, US-amerikanische Drehbuchautorin und Regisseurin († 2012)
- 23. Mai: Uwe Brandner, deutscher Regisseur, Drehbuchautor, Produzent, Komponist, Schauspieler († 2018)
- 28. Mai: Beth Howland, US-amerikanische Schauspielerin († 2015)
- 29. Mai: David McHugh, US-amerikanischer Komponist
- 31. Mai: Karin Tietze-Ludwig, deutsche Moderatorin und Fernsehansagerin

Juni
- 02. Juni: Stacy Keach, US-amerikanischer Schauspieler
- 02. Juni: Ann-Monika Pleitgen, deutsche Schauspielerin († 2024)
- 02. Juni: Cécile Vassort, französische Schauspielerin
- 05. Juni: Spalding Gray, US-amerikanischer Schauspieler († 2004)
- 05. Juni: Barbara Brylska, polnische Schauspielerin
- 07. Juni: Herbert Herrmann, schweizerischer Schauspieler
- 08. Juni: Jörg Herrmann, deutscher Produzent und Silhouettenfilmer
- 10. Juni: Mickey Jones, US-amerikanischer Musiker und Schauspieler († 2018)
- 10. Juni: Jürgen Prochnow, deutscher Schauspieler
- 11. Juni: Helmut Krauss, deutscher Schauspieler, Synchronregisseur und Synchronsprecher († 2019)
- 12. Juni: Hélène Chanel, französische Schauspielerin
- 13. Juni: Esther Ofarim, israelische Schauspielerin und Sängerin
- 16. Juni: Micaëla Kreißler, deutsche Schauspielerin und Synchronsprecherin († 2017)
- 18. Juni: María Teresa Campos, spanische Fernsehmoderatorin († 2023)
- 18. Juni: Elizabeth Franz, US-amerikanische Schauspielerin
- 19. Juni: Irina Petrescu, rumänische Schauspielerin († 2013)
- 20. Juni: Stephen Frears, britischer Regisseur
- 20. Juni: Dieter Mann, deutscher Schauspieler († 2022)
- 21. Juni: Joe Flaherty, US-amerikanischer Komiker und Filmschauspieler († 2024)
- 21. Juni: Waleri Solotuchin, sowjet-russischer Schauspieler († 2013)
- 21. Juni: Heinz Trixner, österreichischer Schauspieler
- 22. Juni: Michael Lerner, US-amerikanischer Schauspieler († 2023)
- 25. Juni: Denys Arcand, kanadischer Regisseur, Drehbuchautor und Produzent
- 25. Juni: Jutta Brückner, deutsche Regisseurin
- 25. Juni: Joachim Regelien, deutscher Schauspieler
- 26. Juni: Hiro Narita, japanisch-US-amerikanischer Kameramann
- 27. Juni: Krzysztof Kieślowski, polnischer Regisseur († 1996)
- 29. Juni: Chieko Baishō, japanische Schauspielerin und Synchronsprecherin
- 30. Juni: Otto Sander, deutscher Schauspieler († 2013)

### Juli bis September
Juli

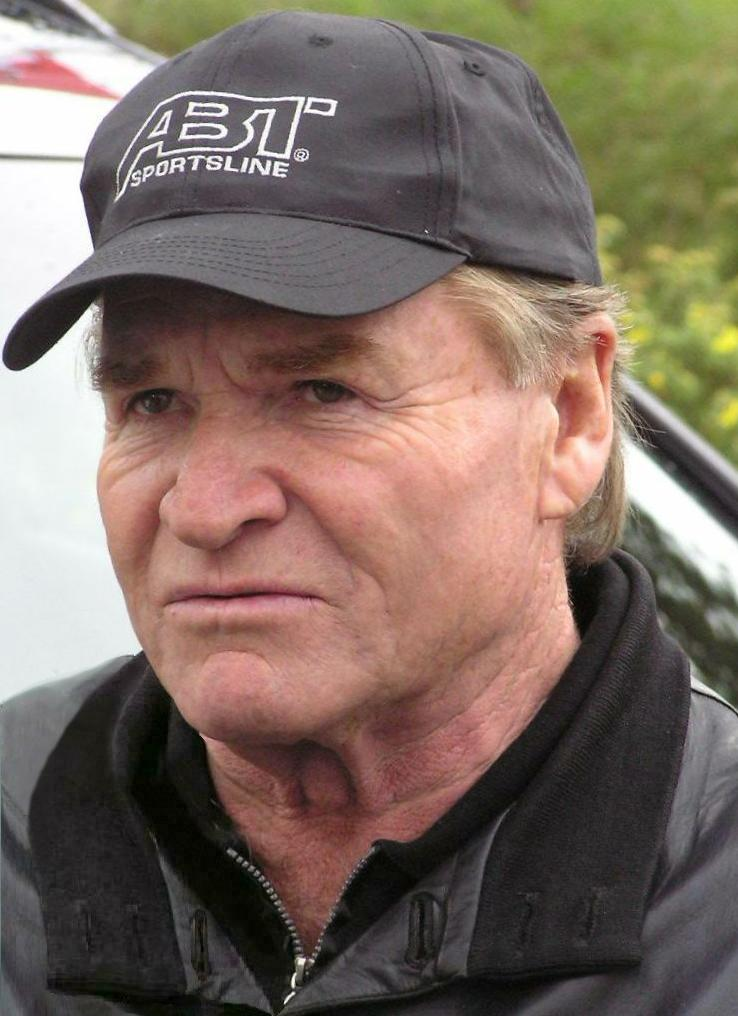
Fritz Wepper (* 17. August)

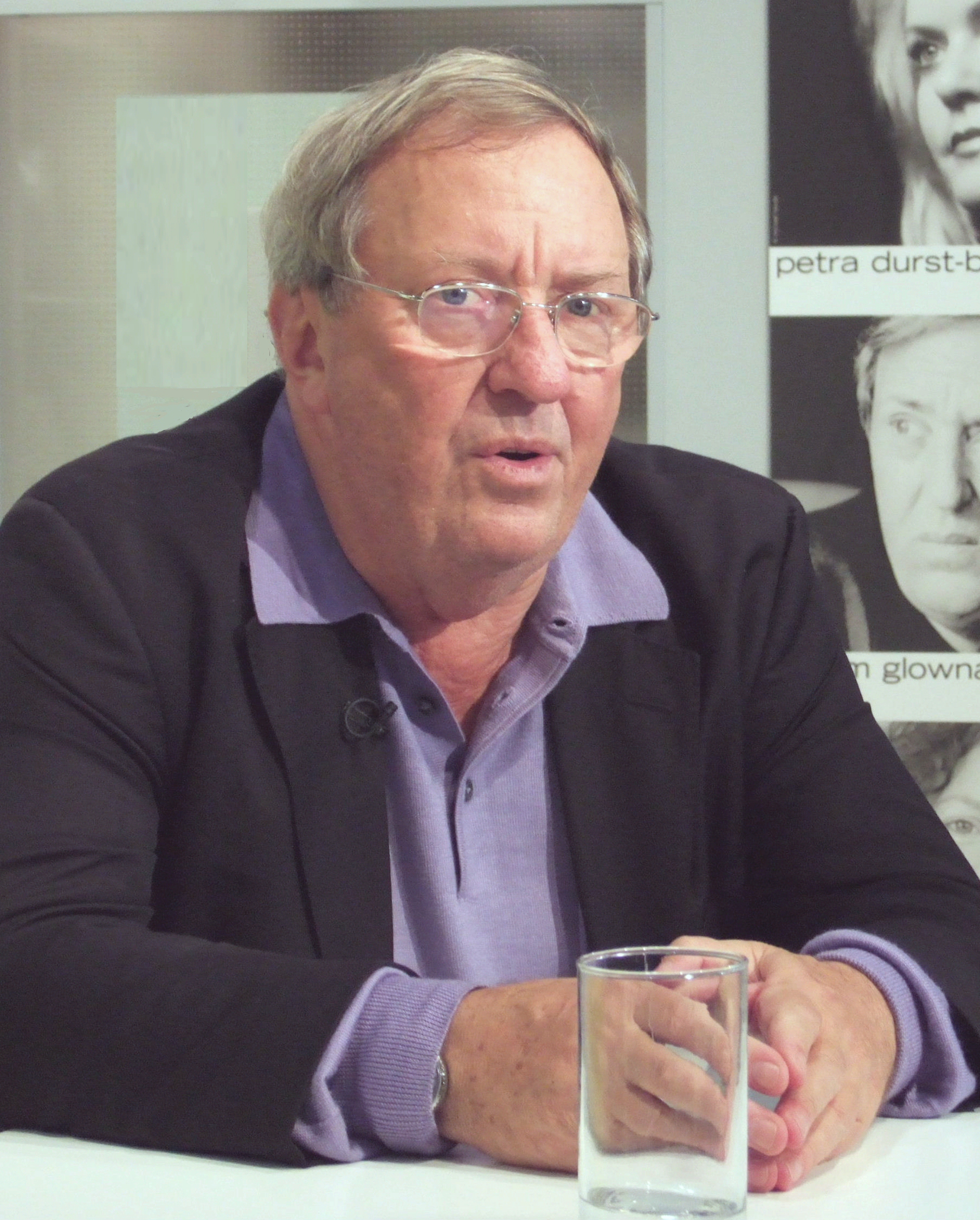
Vadim Glowna (* 26. September)

- 02. Juli: Jochen Bludau, deutscher Schauspieler und Produzent († 2023)
- 03. Juli: Adoor Gopalakrishnan, indischer Regisseur, Drehbuchautor und Produzent
- 04. Juli: Johnny Lion, niederländischer Sänger und Schauspieler († 2019)
- 05. Juli: Barbara Frischmuth, österreichische Drehbuchautorin († 2025)
- 08. Juli: Wilfried Klaus, deutscher Schauspieler
- 09. Juli: Josef Shiloach, israelischer Schauspieler († 2011)
- 10. Juli: Jake Eberts, kanadischer Filmproduzent († 2012)
- 10. Juli: Robert Pine, US-amerikanischer Schauspieler
- 13. Juli: Affonso Beato, brasilianischer Kameramann
- 13. Juli: Robert Forster, US-amerikanischer Schauspieler († 2019)
- 13. Juli: Jacques Perrin, französischer Schauspieler († 2022)
- 14. Juli: Günter Junghans, deutscher Schauspieler († 2014)
- 15. Juli: Geoffrey Burgon, britischer Komponist († 2010)
- 15. Juli: Peter Möbius, deutscher Regisseur und Drehbuchautor († 2020)
- 17. Juli: Jürgen Flimm, deutscher Schauspieler und Regisseur († 2023)
- 17. Juli: Ivan Sharrock, britischer Tontechniker
- 19. Juli: Peter Hajek, österreichischer Regisseur und Drehbuchautor
- 20. Juli: Marie Pillet, französische Schauspielerin († 2009)
- 20. Juli: Kurt Raab, deutscher Schauspieler und Drehbuchautor († 1988)
- 21. Juli: Joachim Siebenschuh, deutscher Synchronsprecher und Schauspieler
- 25. Juli: Rainer Rudolph, deutscher Schauspieler
- 25. Juli: Raúl Ruiz, chilenisch-französischer Regisseur und Drehbuchautor († 2011)
- 25. Juli: Peter Suschitzky, britischer Regisseur
- 29. Juli: May Spils, deutsche Regisseurin
- 29. Juli: David Warner, britischer Schauspieler († 2022)
- 30. Juli: Rosa Maria Sardà, spanische Schauspielerin († 2020)

August
- 01. August: Nathalie Delon, französische Schauspielerin und Regisseurin († 2021)
- 02. August: Fabio Testi, italienischer Schauspieler
- 05. August: Élisabeth Guignot, französische Schauspielerin
- 08. August: Earl Boen, US-amerikanischer Schauspieler und Synchronsprecher († 2023)
- 16. August: María Silva, spanische Schauspielerin († 2023)
- 17. August: Fritz Wepper, deutscher Schauspieler († 2024)
- 18. August: Christopher Jones, US-amerikanischer Schauspieler († 2014)
- 21. August: György Vukán, ungarischer Komponist († 2013)
- 23. August: Lotti Krekel, deutsche Schauspielerin und Sängerin († 2023)
- 26. August: Barbet Schroeder, französischer Regisseur

September
- 08. September: Christopher Connelly, US-amerikanischer Schauspieler († 1988)
- 16. September: Jim McBride, US-amerikanischer Regisseur
- 19. September: Gérard Corbiau, belgischer Regisseur
- 19. September: Markus Imhoof, schweizerischer Regisseur
- 19. September: Mariangela Melato, italienische Schauspielerin († 2013)
- 20. September: Riki Kalbe, deutsche Fotografin und Dokumentarfilmerin († 2002)
- 22. September: José Luis García Sánchez, spanischer Regisseur und Drehbuchautor
- 24. September: Alexander Lang, deutscher Schauspieler († 2024)
- 26. September: Martine Beswick, jamaikanische Schauspielerin
- 26. September: Vadim Glowna, deutscher Schauspieler und Regisseur († 2012)
- 26. September: Karin Gregorek, deutsche Schauspielerin († 2023)
- 27. September: Georg Maier, deutscher Schauspieler († 2021)
- 28. September: Nero Brandenburg, deutscher Moderator, Sänger und Schauspieler († 2022)
- 30. September: Pavel Fieber, deutsch-österreichischer Schauspieler († 2020)

### Oktober bis Dezember
Oktober

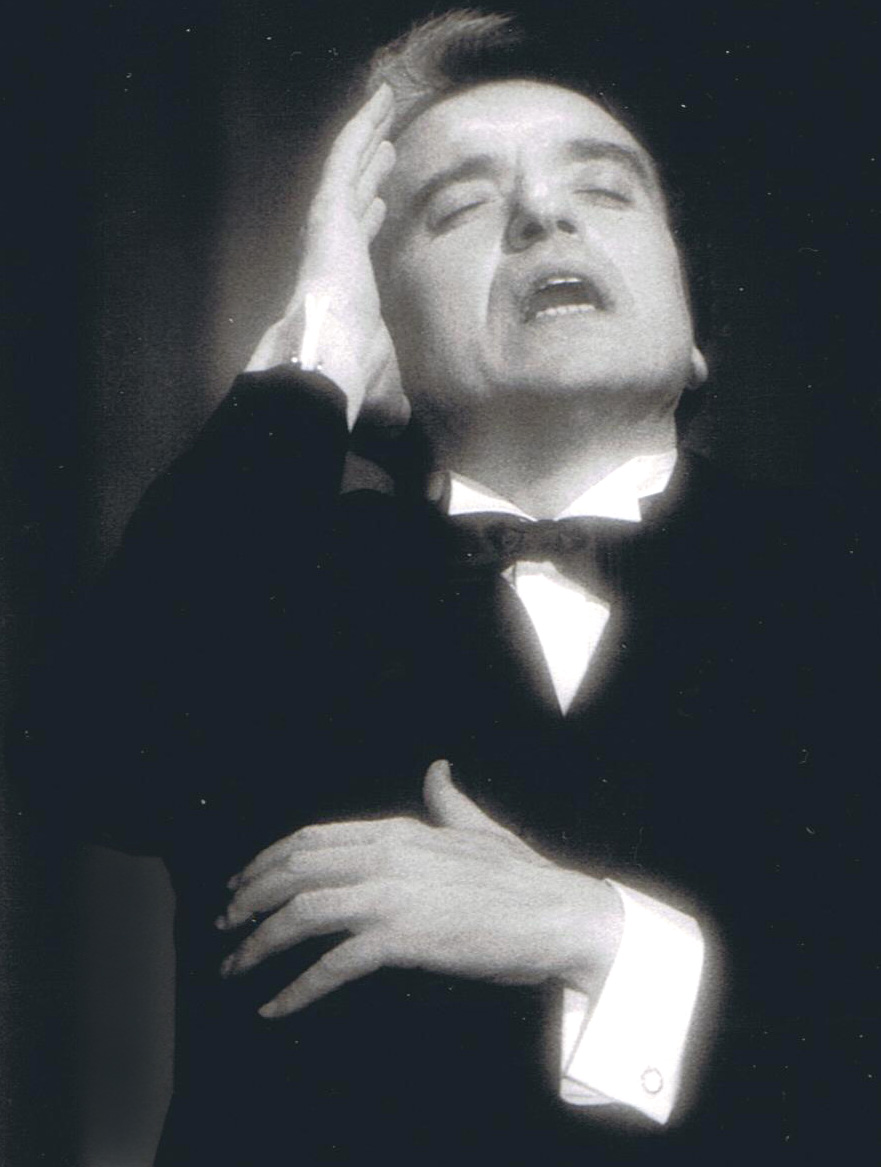
Ruggero Raimondi (* 3. Oktober)

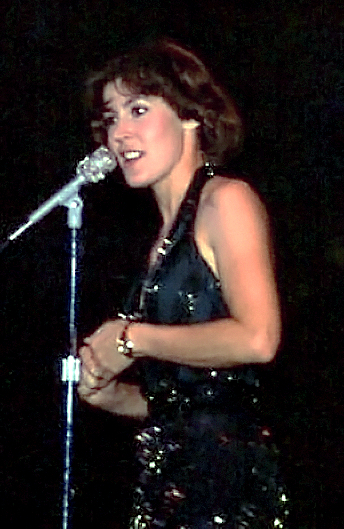
Helen Reddy (* 25. Oktober)

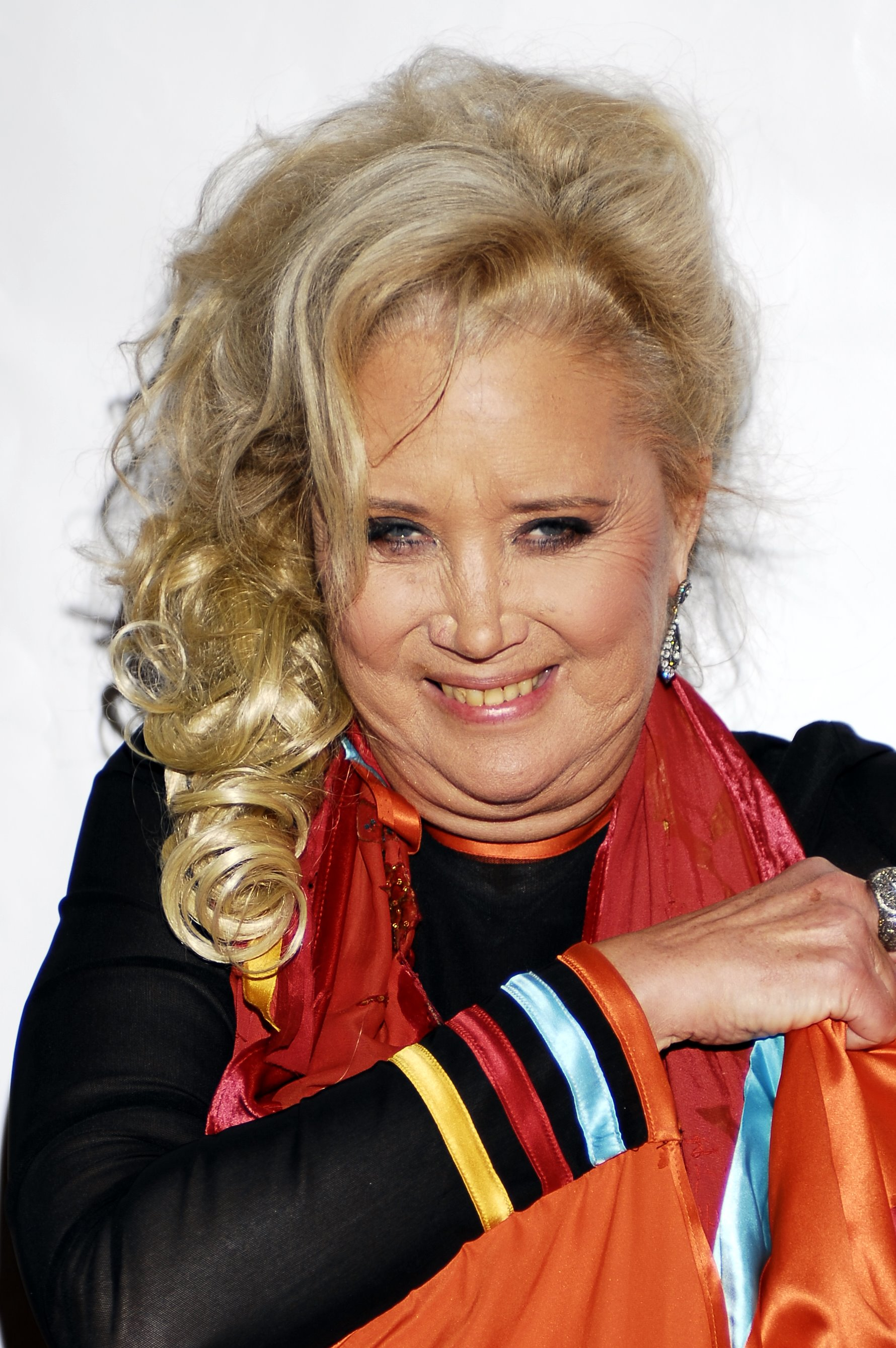
Sally Kirkland (* 31. Oktober)

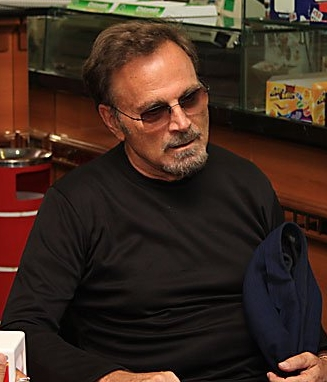
Franco Nero (* 23. November)

- 03. Oktober: Ruggero Raimondi, italienischer Sänger und Schauspieler
- 04. Oktober: Robert Wilson, US-amerikanischer Regisseur
- 05. Oktober: Kurt Rittig, deutscher Drehbuchautor und Produzent
- 06. Oktober: Winston Ntshona, südafrikanischer Schauspieler († 2018)
- 09. Oktober: Klaus Rott, österreichischer Schauspieler und Regisseur
- 10. Oktober: Peter Coyote, US-amerikanischer Schauspieler
- 10. Oktober: Gert Voss, deutscher Schauspieler († 2014)
- 11. Oktober: Charles Shyer, US-amerikanischer Drehbuchautor und Regisseur († 2024)
- 14. Oktober: Livia Giampalmo, italienische Schauspielerin, Synchronsprecherin und Regisseurin
- 14. Oktober: Lee Lawson, US-amerikanische Schauspielerin († 2022)
- 16. Oktober: Hans Gratzer, österreichischer Schauspieler und Regisseur († 2005)
- 16. Oktober: Simon Ward, britischer Schauspieler († 2012)
- 16. Oktober: Dieter O. Holzinger, österreichischer Autor und Regisseur († 2006)
- 19. Oktober: Jo Bolling, deutscher Schauspieler
- 20. Oktober: Stewart Parker, nordirischer Dramatiker und Drehbuchautor († 1988)
- 22. Oktober: Max Apple, US-amerikanischer Drehbuchautor und Produzent
- 22. Oktober: Doris Kunstmann, deutsche Schauspielerin
- 23. Oktober: Knut Hinz, deutscher Schauspieler
- 24. Oktober: Danielle Minazzoli, französische Tänzerin und Schauspielerin
- 25. Oktober: Helen Reddy, australische Sängerin und Schauspielerin († 2020)
- 25. Oktober: Gordon Tootoosis, kanadischer Schauspieler († 2011)
- 25. Oktober: Anne Tyler, US-amerikanische Schriftstellerin
- 26. Oktober: Uwe Günzler, deutscher Moderator und Produzent († 2008)
- 26. Oktober: Jiří Křižan, tschechischer Drehbuchautor († 2010)
- 26. Oktober: Peter Przygodda, deutscher Filmeditor und Regisseur († 2011)
- 28. Oktober: Rosemary Nicols, britische Schauspielerin
- 30. Oktober: Otis Williams, US-amerikanischer Sänger und Produzent
- 31. Oktober: Sally Kirkland, US-amerikanische Schauspielerin und Produzentin

November
- 01. November: Robert Foxworth, US-amerikanischer Schauspieler
- 02. November: Rüdiger Sander, deutscher Schauspieler († 2012)
- 02. November: Mario Trevi, italienischer Sänger und Schauspieler
- 05. November: Art Garfunkel, US-amerikanischer Sänger und Schauspieler
- 14. November: Dickie Jobson, jamaikanischer Regisseur und Künstleragent († 2008)
- 14. November: Werner Zeussel, deutscher Schauspieler († 2009)
- 15. November: Heathcote Williams, britischer Schauspieler († 2017)
- 17. November: David Warbeck, neuseeländischer Schauspieler († 1997)
- 19. November: Dan Haggerty, US-amerikanischer Schauspieler († 2016)
- 21. November: John Hough, britischer Regisseur
- 21. November: Juliet Mills, britische Schauspielerin
- 22. November: Tom Conti, britischer Schauspieler
- 23. November: Regine Kühn, deutsche Drehbuchautorin
- 23. November: Franco Nero, italienischer Schauspieler
- 24. November: Pino Donaggio, italienischer Komponist
- 24. November: Emil Hossu, rumänischer Schauspieler († 2012)
- 28. November: Laura Antonelli, italienische Schauspielerin († 2015)
- 28. November: Mady Saks, niederländische Regisseurin († 2006)

Dezember
- 09. Dezember: Beau Bridges, US-amerikanischer Schauspieler
- 09. Dezember: Herbert Graedtke, deutscher Schauspieler, Regisseur, Künstlerischer Leiter und Sprecherzieher († 2024)
- 10. Dezember: Fionnula Flanagan, irisch-amerikanische Schauspielerin
- 10. Dezember: Tommy Kirk, US-amerikanischer Schauspieler († 2021)
- 12. Dezember: Giovanna Gagliardo, italienische Regisseurin und Drehbuchautorin
- 18. Dezember: Horst Krause, deutscher Schauspieler
- 19. Dezember: Maurice White, US-amerikanischer Sänger und Komponist († 2016)
- 21. Dezember: Jared Martin, US-amerikanischer Schauspieler († 2017)
- 26. Dezember: Daniel Schmid, schweizerischer Regisseur († 2006)
- 31. Dezember: Sean S. Cunningham, US-amerikanischer Regisseur
- 31. Dezember: Sarah Miles, britische Schauspielerin

### Genaues Geburtsdatum unbekannt
- Hans-Peter Bögel, deutscher Schauspieler und Sprecher
- Ian Mune, neuseeländischer Schauspieler und Regisseur
- Werner Prinz, österreichischer Schauspieler und Theaterregisseur

## Gestorben

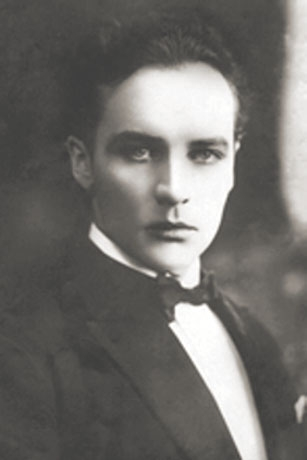
Igo Sym († 7. März)

### Januar bis Juni
- 09. Februar: Bruno Ziener, deutscher Schauspieler und Regisseur (* 1870)

- 07. März: Igo Sym, österreichisch-polnischer Schauspieler (* 1896)
- 12. März: Friedrich Ettel, schweizerischer Schauspieler (* 1890)

- 21. April: Arthur Kraußneck, deutscher Schauspieler (* 1856)
- 30. April: Edwin S. Porter, US-amerikanischer Filmpionier (* 1870)

- 11. Mai: Peggy Shannon, US-amerikanische Schauspielerin (* 1907)
- 12. Mai: Georg Bluen, deutscher Produzent und Regisseur (* 1878)
- 27. Mai: Hans Karl Gottschalk, deutscher Kameramann (* 1891)

- 26. Juni: Otto Kanturek, österreichischer Kameramann und Regisseur (* 1897)
- 28. Juni: Richard Carle, US-amerikanischer Schauspieler (* 1871)
- 29. Juni: Rolf Randolf, österreichischer Schauspieler und Filmschaffender (* 1878)
- 29. Juni: Guido Thielscher, deutscher Schauspieler (* 1859)

### Juli bis Dezember
- 08. Juli: Agnes Straub, deutsche Schauspielerin (* 1890)
- 15. Juli: Walter Ruttmann, deutscher Regisseur (* 1887)
- 29. Juli: James Stephenson, US-amerikanischer Schauspieler (* 1889)

- 01. August: Marieluise Claudius, deutsche Schauspielerin (* 1912)
- 13. August: James Stuart Blackton, US-amerikanischer Animationsfilm-Pionier (* 1875)

- 15. September: Italia Almirante Manzini, italienische Schauspielerin (* 1890)
- 18. September: Hermann Blaß, österreichischer Schauspieler (* 1888)

- 02. Oktober: Aribert Mog, deutscher Schauspieler (* 1904)
- 06. Oktober: Gyula Kabos, ungarischer Schauspieler (* 1887)
- 09. Oktober: Helen Morgan, US-amerikanische Sängerin und Schauspielerin (* 1900)
- 26. Oktober: Victor Schertzinger, US-amerikanischer Komponist und Regisseur (* 1890)
- 27. Oktober: Hans Schaufuß, deutscher Schauspieler (* 1918)

- 06. November: Joachim Gottschalk, deutscher Schauspieler (* 1904)

- 05. Dezember: Oscar Deutsch, britischer Kinobetreiber (* 1893)